# Journey through the Decade
Journey through the Decade – trzydziesty singel japońskiego artysty Gackta, wydany 25 marca 2009 roku. Utwór tytułowy został wykorzystany jako opening w serialu Kamen Rider Decade. Limitowana edycja CD+DVD zawierała dodatkowo teledysk do utworu Journey through the Decade. Singel osiągnął 2 pozycję w rankingu Oricon i pozostał na listach przebojów przez 25 tygodni. Sprzedano 97 616 egzemplarzy.

## Lista utworów
Wszystkie utwory zostały napisane przez Shoko Fujibayashi.
| Nr | Tytuł                                     | Kompozycja | Aranżacja            | Czas |
| -- | ----------------------------------------- | ---------- | -------------------- | ---- |
| 1. | "Journey through the Decade"              | Ryo        | Kotaro Nakagawa, Ryo | 4:35 |
| 2. | "J.t.D. Re-Mix RIDE "Distort""            | Ryo        | Kotaro Nakagawa, Ryo | 4:16 |
| 3. | "J.t.D. Re-Mix RIDE "Symphony""           | Ryo        | Kotaro Nakagawa, Ryo | 5:52 |
| 4. | "Journey through the Decade instrumental" | Ryo        | Kotaro Nakagawa, Ryo | 4:35 |